# جروم کیدی
جروم کیدی (انگلیسی: Jerome Cady؛ زاده ۱۹۰۳ درگذشته ۱۹۴۸) یک فیلم‌نامه‌نویس اهل ایالات متحده آمریکا بود.
از فیلم‌هایی که وی در آن‌ها نقش داشته است، می‌توان به تندر در میانکوه اشاره نمود.